# Техническое обеспечение
Техническое обеспечение — совокупность мероприятий служащих для обеспечения войск (сил) вооружением и военной техникой, ракетами, боеприпасами и военно-техническим имуществом, для поддержания их в исправном состоянии и готовности к боевому применению, восстановлению вооружения и военной техники при повреждении и возвращении их в строй; технической и специальной подготовки личного состава. Является составной частью обеспечения военных (боевых) действий.

## Состав технического обеспечения

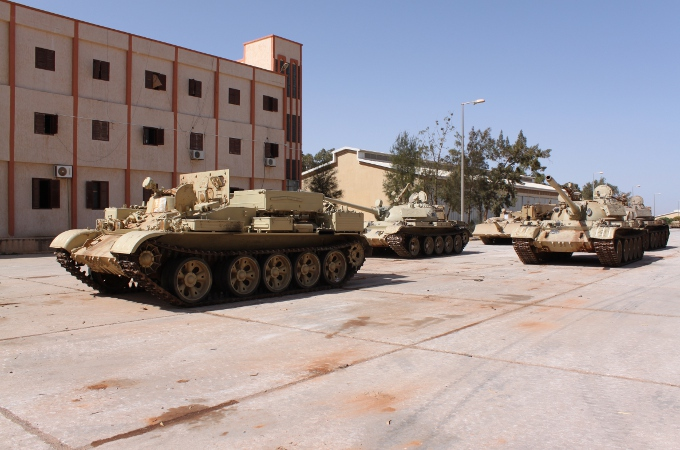
На переднем плане танковый тягач БТС-2.
Средство технического обеспечения для эвакуации с поля боя неисправных танков

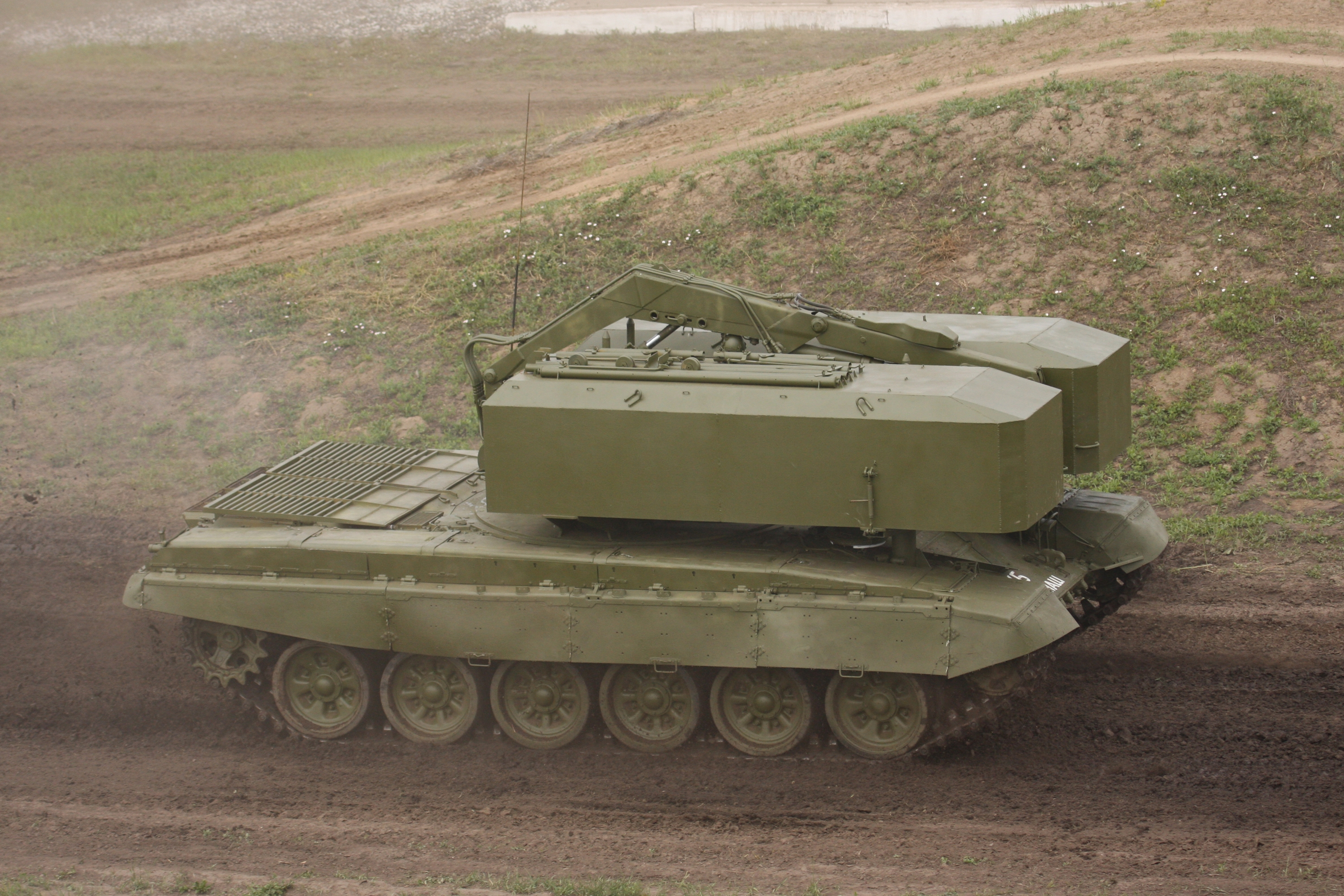
Тяжёлая транспортно-заряжающая машина ТЗМ-Т.
Средство технического обеспечения, служащее для доставки и заряжания боеприпасов огнемётной системы ТОС-1А

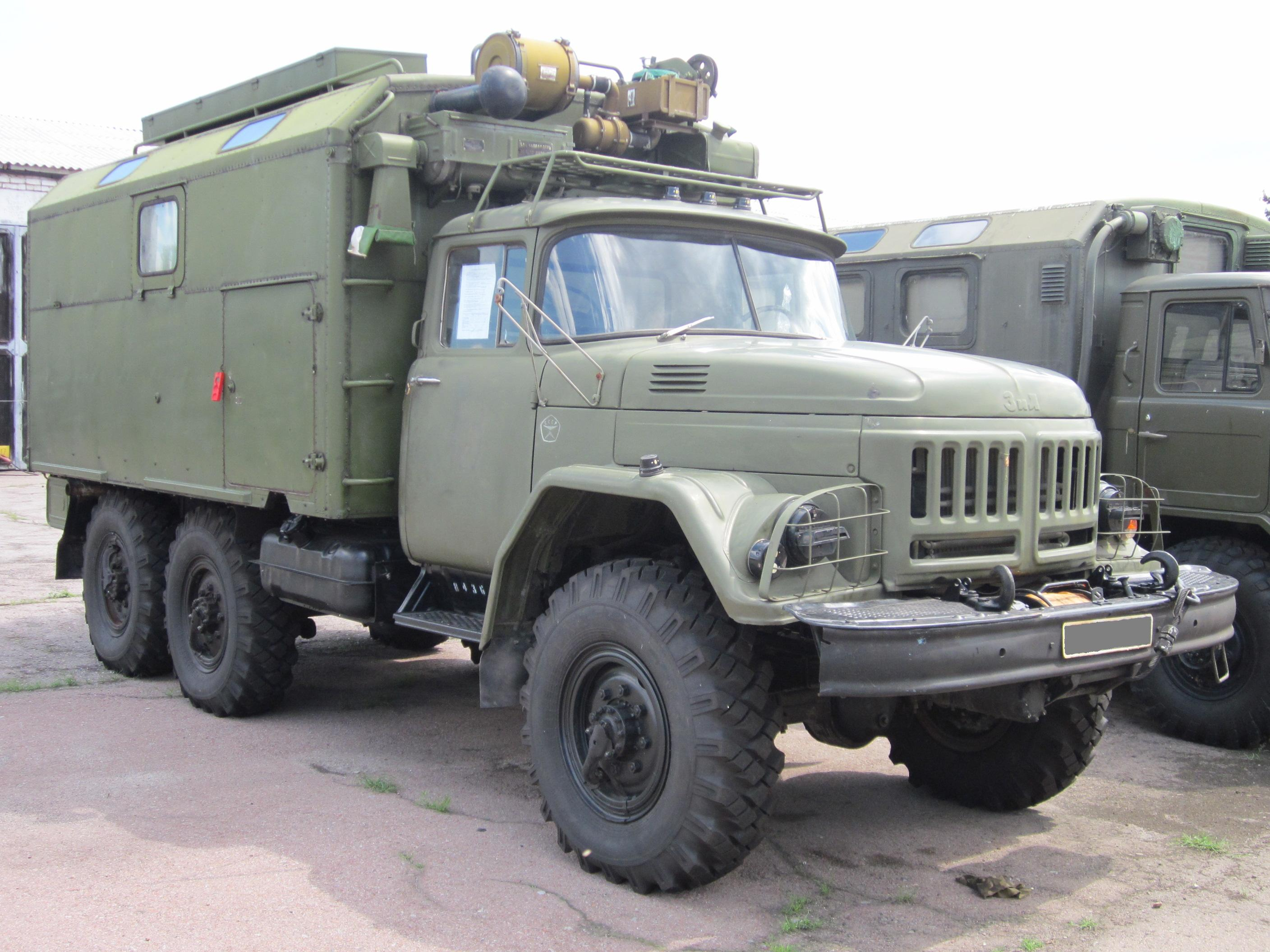
Танкоремонтная мастерская ТРМ-А-80 на базе ЗиЛ-131.
Средство технического обеспечения по ремонту бронетехники в полевых условиях

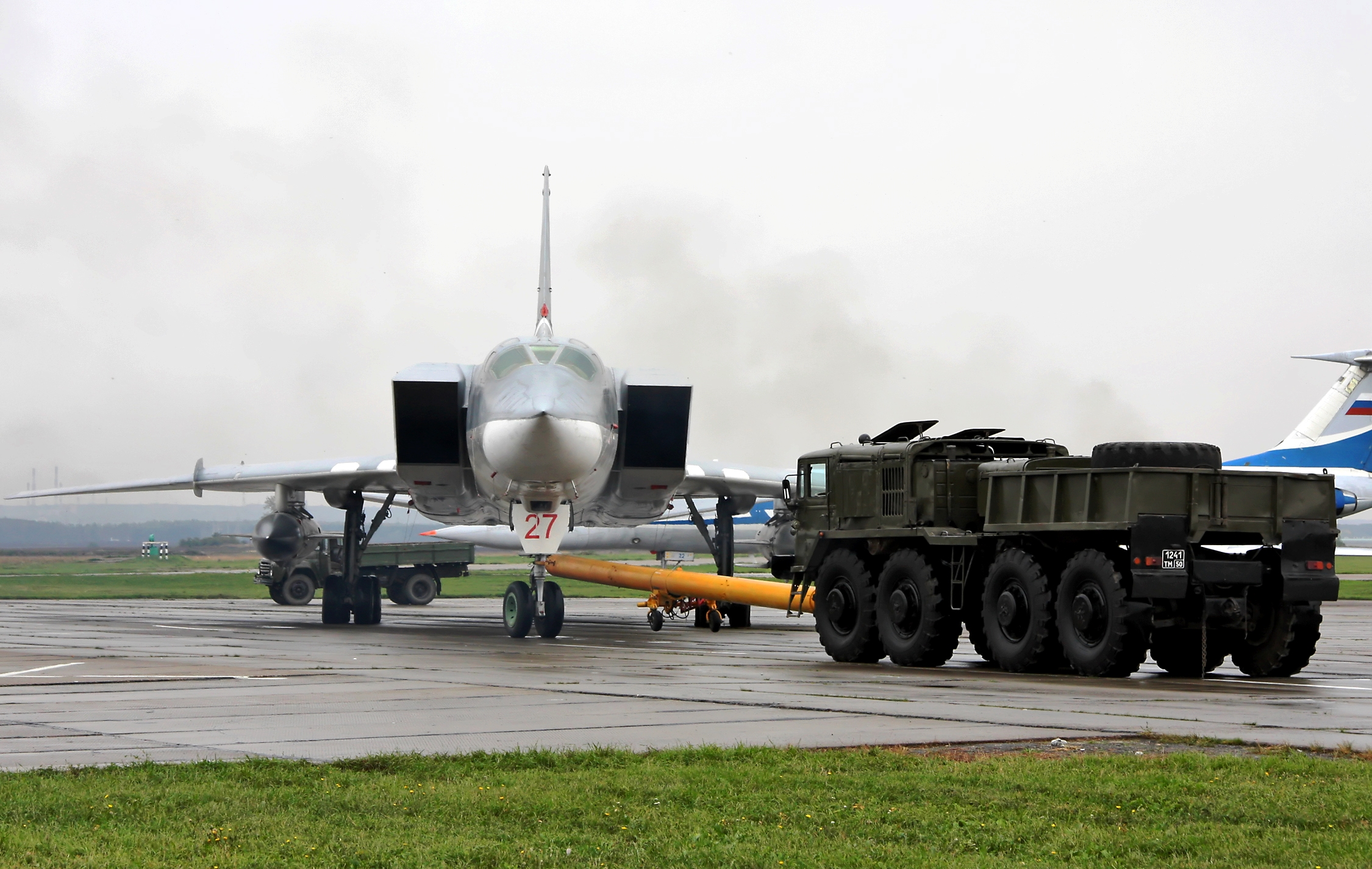
Аэродромный тягач КЗКТ-537Л.
Специальный автомобиль аэродромно-технического обеспечения, предназначен для буксировки самолётов массой до 200 тонн

В техническое обеспечение входят такие мероприятия как:
- ввод в строй вооружения и военной техники, поступающих на обеспечение войск (сил), а также организация их эксплуатации и хранения, проведение технического обслуживания;
- техническая разведка, эвакуация и ремонт повреждённого (вышедшего из строя) вооружения и военной техники и возвращение их в строй;
- обеспечение войск ракетами и боевыми частями к ним, боеприпасами всех видов, войсковыми средствами измерений и контроля, военно-техническим имуществом;

- создание и эшелонирование их оперативных и войсковых запасов, хранение, рассредоточение;
- проведение с ними технического обслуживания и регламентных работ, подготовка к транспортированию и боевому применению;
- перевод ракет, боевых частей в установленные степени готовности.

- выполнение работ по ликвидации последствий аварий с ракетами и боевыми частями;
- эвакуация или уничтожение ракет в случае возникновения угрозы захвата их противником;
- восполнение расхода и потерь ракет, боевых частей, боеприпасов, военно-техн. имущества;
- управление соединениями и частями технического обеспечения.

## Виды технического обеспечения
К основным видам технического обеспечения боевых действий относятся:
- ракетно-техническое обеспечение;
- артиллерийско-техническое обеспечение;
- танкотехническое обеспечение;
- автотехническое обеспечение;
- инженерно-авиационное обеспечение;
- инженерно-техническое обеспечение;
- техническое обеспечение РХБЗ;
- техническое обеспечение связи и автоматизированных систем управления войсками;
- техническое обеспечение по службам тыла и метрологическое обеспечение.

Для видов вооружённых сил (ВВС, ВМФ) и родов войск (Космические войска, Ракетные войска стратегического назначения) могут иметься специальные виды технического обеспечения как:
- инженерно-радиоэлектронное обеспечение;
- инженерно-космическое обеспечение;
- торпедно-техническое обеспечение;
- и другие.

## Организация технического обеспечения
Техническое обеспечение организуется и проводится на основе решения командира (командующего), а также распоряжений старших начальников.
Руководство техническим обеспечением командиром проводится через штаб, своего заместителя по вооружению (заместитель по технической части), начальников родов войск, специальных войск, служб и заместителей командира по тылу (начальнику тыла).
При совместных военных действиях войск коалиции государств, техническое обеспечение проводится по единым принципам, чаще всего национальными силами и средствами.
Техническое обеспечение объединения или соединения основано на подвижных органах находящихся в полосе действий войск стационарных сил и средств технического обеспечения.